# لاري جونسون (مغني)
لاري جونسون (بالإنجليزية: Larry Johnson)‏ هو مغني أمريكي، ولد في 15 مايو 1938 في رايتسفيل في الولايات المتحدة، وتوفي في 6 أغسطس 2016 في هارلم في الولايات المتحدة.